# Batalla de Vítkov
En la batalla de Vítkov, o batalla de la colina Vítkov, que se libró el 14 de julio de 1420 en el marco de las guerras husitas, los cruzados católicos sufrieron la primera derrota seria ante los husitas mandados por Jan Zizka. El monte Vítkov (en español de San Vito) se hallaba entonces fuera de la ciudad de Praga (hoy dentro de ella) y los combates se desarrollaron en unos viñedos que el emperador Carlos IV, padre del rey Segismundo, había mandado plantar allí.
- Datos: Q181480
- Multimedia: Battle of Vítkov Hill / Q181480